# Tiffauges

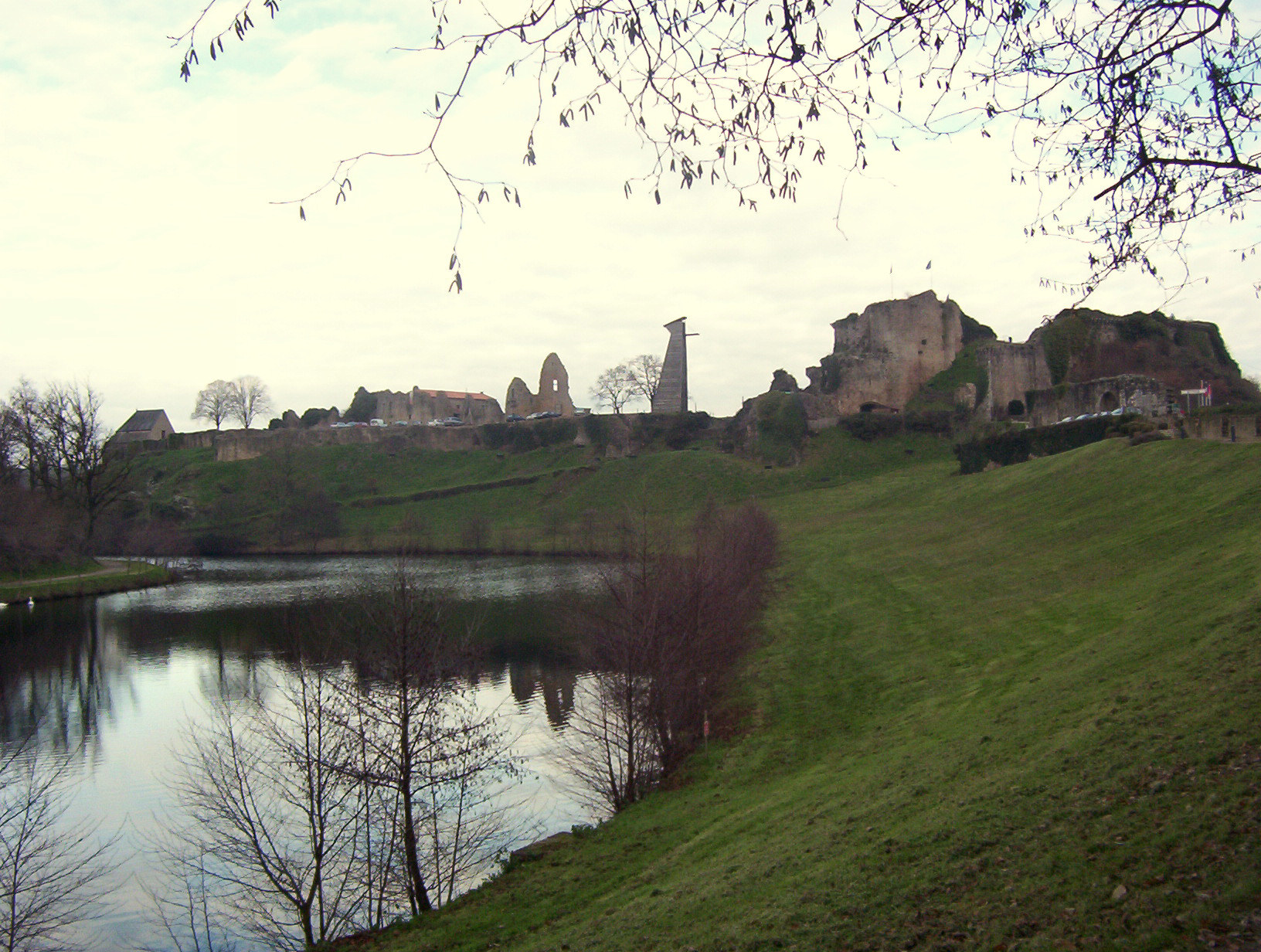
Zamek Château de Tiffauges znajdujący się w gminie Tiffauges

Tiffauges – miejscowość i gmina we Francji, w regionie Kraj Loary, w departamencie Wandea.
Według danych na rok 1990 gminę zamieszkiwało 1 208 osób, a gęstość zaludnienia wynosiła 122 osób/km² (wśród 1504 gmin Kraju Loary Tiffauges plasuje się na 496. miejscu pod względem liczby ludności, natomiast pod względem powierzchni na miejscu 1012.).